# السياسة الأسبوعية
السياسة الأسبوعية جريدة ثقافية أسبوعية كانت تصدر في مصر. ملحق السياسة اليومية. أنشئت 1926م، واحتجبت عن الصدور سنة 1933م واشترك فيها أئمّة الفكر العصري، أمثال علي عبد الرازق، طه حسين، محمود عرفي، عبد العزيز البشري، محمد حسين هيكل الذي ترأس تحريرها.

## تأريخ صدورها
صدر العدد الأول من «السياسة الأسبوعية» في 13 آذار/مارس 1926 واستمرت حتى 28 آيار/مايو 1949 بعد أن أصدرت 624 عددًا. وتولّتْ دار الكتب المصرية أخيرًا إعادة طبعها في مجلّدات تصدر تباعًا.

## عن الجريدة
أنشأها حزب الأحرار الدستوريين في مصر وعُيِّن هيكل في رئاسة تحريرها سنة 1926 وهي جريدة سياسية وثقافية اهتمت بالسياسة عمومًا كما نشرت مواضيع فلسفية وفكرية واجتماعية.

## تأسيسها
كانت «السياسة الاسبوعية» بمثابة ملحق أدبي لجريدة «السياسة اليومية» لسان حال حزب الأحرار الدستوريين وريث حزب الأمة القديم، وكانت تعبر عن صوت النخبة الارستقراطية ذات التوجه الليبرالي، في مختلف القضايا المعاصرة في ذلك الوقت، مثل الاستقلال السياسي والعدالة الاجتماعية والحرية بأبعادها ومجالاتها كافة.

## كتّاب الجريدة
أفردت الجريدة صفحاتها لتلاقي روافد الثقافة العربية الناهضة، وزخرت بمقالات أعلام الثقافة والفكر مثل: عبد العزيز البشري، فكري أباظة، زكي مبارك، سيد نوفل، جعفر والي، عبدالحميد حمدي، إلى جانب كتابات المؤرخ محمد صبري السربوني رائد دراسة تاريخ مصر الحديث، ومحمد عبد الله عنان صاحب الدراسات المتكاملة لتاريخ العرب في الأندلس، وإبراهيم المازني الأديب المجدد، وإسماعيل مظهر المفكر العلمي، ومصطفى عبدالرازق أستاذ الفلسفة، ومحمود تيمور الأديب القصاص. كما نشرت أشعار كل من علي محمود طه وإبراهيم ناجي وأحمد رامي من مصر والزهاوي من العراق والحوماني من لبنان، فضلًا عن دراسات أعلام المستشرقين.
وإلى جانب ذلك خصصت الجريدة أعداداً كاملة للتعريف بالأعلام والاحتفاء بهم، ومنهم المجددون الثلاثة في مجال الشعر: أحمد شوقي وحافظ إبراهيم وخليل مطران، والإمام محمد عبده مصلحاً ومفكرًا دينياً، وسعد زغلول زعيمًا، ومحمد محمود سياسيًا، وأحمد ماهر رجل دولة.
1. 1 2 3  وصلة مرجع: https://projectjaraid.github.io.
2. 1 2 3  مذكور في: تاريخ الصحافة العربية. المُؤَلِّف: فيليب دي طرازي. الناشر: المطبعة الأدبية. لغة العمل أو لغة الاسم: العربية. تاريخ النشر: 1913.